# Bintangs

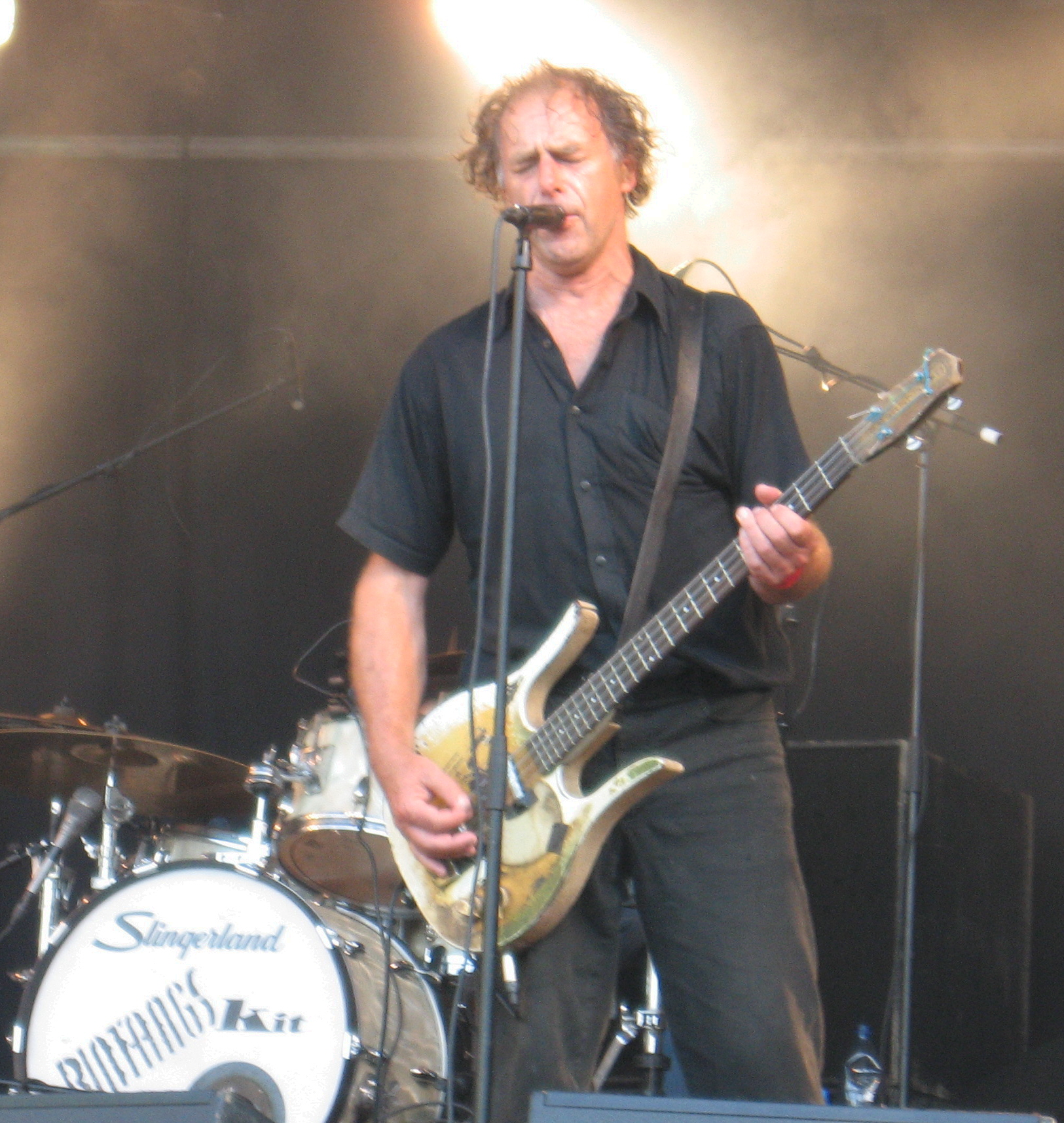
Frank Kraaijeveld

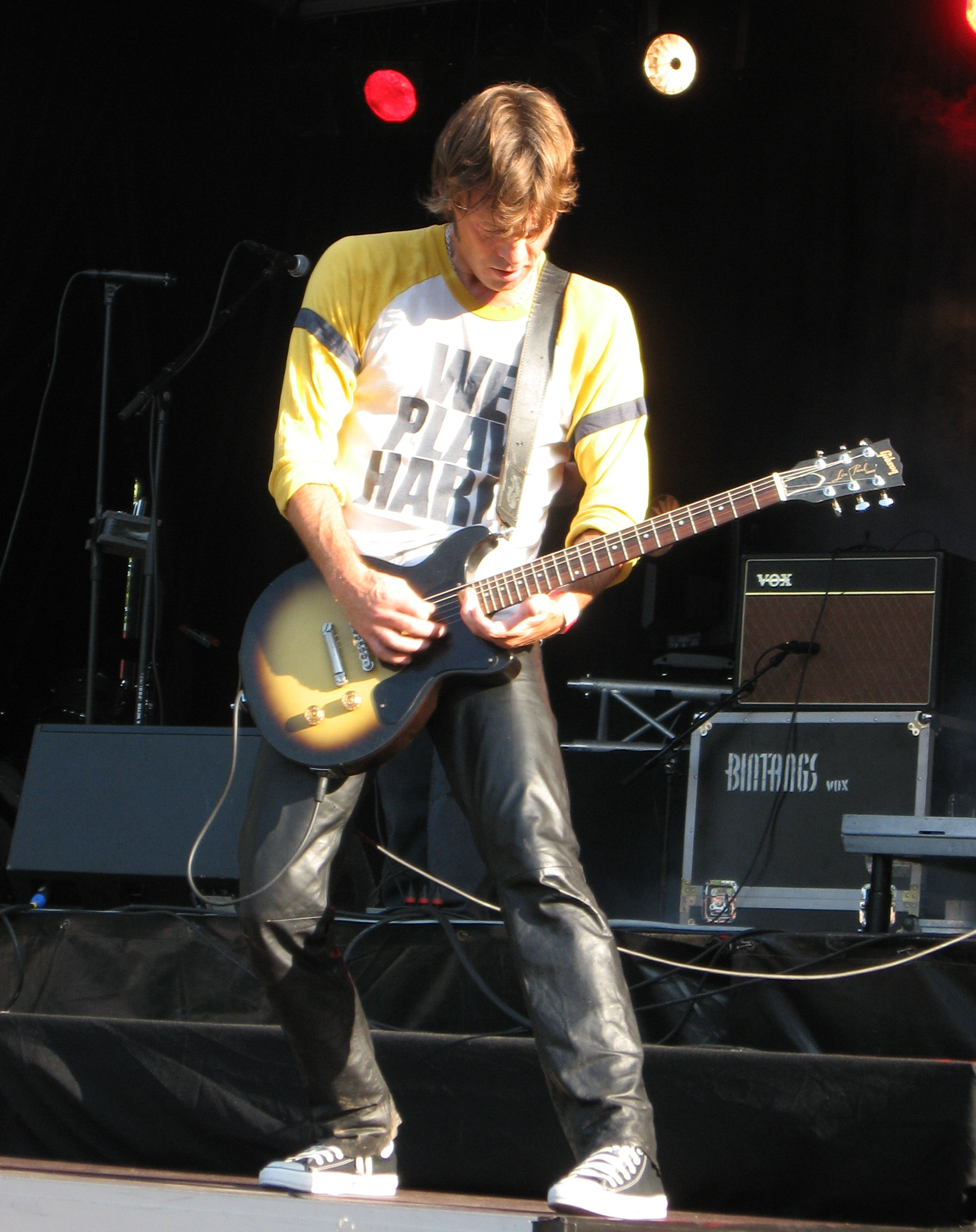
Maarten Ibelings

Bintangs is een van de oudste Nederlandse popgroepen. De naam betekent 'sterren' in het Indonesisch.
De groep werd in 1961 in Beverwijk opgericht door Frank (basgitaar, zang) en Arti Kraaijeveld (gitaar, zang) en Mijne Fernhout. Men speelde indorock maar ging al snel over tot een ruig soort rhythm & blues. De optredens waren enerverend en Bintangs werd een soort Nederlandse Rolling Stones - de Mick Jagger-achtige stem van Gus Pleines droeg daar zeker aan bij.
Bintangs kende zeer veel bezettingen, met Frank Kraaijeveld als (bijna) constante factor. Frank ontbrak alleen in de periode 1972-1974 toen hij met zijn broer Arti de groep Kraaijeveld oprichtte (later Circus Kraaijeveld). Onder anderen zanger Gus Pleines en de gitaristen Jack van Schie en Jan Wijte hebben met onderbrekingen vele jaren deel uitgemaakt van de band. Pleines verliet de band definitief in 2004 en overleed in 2007. Gitarist Arti Kraaijeveld overleed in mei 2018 op 71-jarige leeftijd.

## Biografie
Begin 1966 kwam de eerst single uit op het label van het blad Muziek Expres: You can't judge a book by the cover van Bo Diddley. Op deze plaat speelden Frank en Arti Kraaijeveld en Jan Wijte, aangevuld met zanger Wil Nimitz en drummer Henk van Bezu. Laatstgenoemde werd later dat jaar vervangen door Peter de Leeuwe, die bekendheid zou krijgen met Ekseption. Ook rond die tijd werd Gus Pleines zanger en hij zou dat tot 2004 blijven (met slechts een onderbreking van 1983-1989). Arti verliet de band in 1968, nadat een reeks singles voor CNR niet succesvol bleek. In dat jaar werd Aad Hooft drummer.
Het duurde tot 1969 voordat de eerste elpee werd uitgebracht: Blues on the ceiling door het kwartet Frank, Pleines, Wijte en Hooft. Arti keerde vlak na het uitkomen van deze lp weer terug en droeg een aantal composities bij aan de lp Traveling in the U.S.A., met daarop de hits Travelling in the U.S.A. en Ridin' on the L&N met de kenmerkende solozang van Gus Pleines. In 1970 werd de band een zesmansformatie met de toetreding van Rob van Donselaar op toetsen en slidegitaar. Begin 1972 leidden meningsverschillen ertoe dat de gebroeders Kraaijeveld uit de groep werden gezet. Zij richtten de groep Kraaijeveld op en hadden een kleine hit met Mona Lisa. Nieuwe bassist van Bintangs werd Ronald Krom. Jan Wijte verliet de band in 1973 en werd vervangen door Rob ten Bokum.
In 1974 keerde Frank Kraaijeveld terug bij Bintangs en Arti begon de groep Carlsberg met Bart ter Laak op drums, zanger/saxofonist Rob Kruisman en bassist André Versluijs (later o.a. Vitesse en Diesel). Tegelijkertijd werd ook de bezetting van Bintangs weer eens grondig gewijzigd. Het kwartet Kraaijeveld, Pleines, gitarist Jack van Schie en drummer Harry Schierbeek zou bijna tien jaar bij elkaar blijven - een record in de geschiedenis van de band. Buiten dit kwartet waren er alleen wijzigingen in de bezetting van de sologitaar en toetsen. Sologitarist Jaap Castricum speelde mee op de lp Genuine Bull (1975) en was later terug te vinden in Carlsberg, waar Arti al na een paar maanden weer was vertrokken.
Tussen 1974 en 1983 passeerden onder meer Albert Schierbeek, Jan-Paul van der Meij en Rob Ruijter de gelederen van Bintangs. In 1983 hield Pleines het voor gezien en enige tijd later besloot Frank Kraaijeveld de band op te heffen. Van het afscheidsconcert in Paradiso verscheen de live 2-lp Bye Bye Bintangs.
In 1989 keerden Kraaijeveld en Pleines terug met oudgedienden Jan Wijte en Jack van Schie, aangevuld met drummer Cees Brouwer (ex Van Dattum en Frank Kraaijveld band). Wat een reunietour van 10 optredens zou zijn wordt een stabiele en productieve periode van 13 jaar zonder bezettingswisselingen. In 2002 stapt drummer Cees Brouwer uit het leven, oudgediende Burt van der Meij wordt bereid gevonden zijn plek over te nemen. Als in 2004 Gus Pleines aangeeft te stoppen stappen ook Jack van Schie en Burt van der Meij op, zodat Kraaijeveld en Wijte naar een nieuwe bezetting op zoek moesten. Op drums en gitaar werden alweer broers aangetrokken: Gerben (drums) en Maarten Ibelings (gitaar) van de Utrechtse band Bad to the Bone. Roadie Dagomar Jansen (zoon van de allereerste Bintangs-drummer Jimmy Jansen) verleent na het vertrek van Pleines algemene assistentie met achtergrondzang en percussie. In 2007 verlaat Jan Wijte na 26 jaar de Bintangs om met pensioen te gaan in Frankrijk. Na het vertrek van Wijte wordt Dagomar Jansen tot volwaardig bandlid gepromoveerd. Naast de tweede stem neemt Jansen ook het mondorgel, de slaggitaar en lapsteel voor zijn rekening.  
Het geluid van Bintangs verandert na 2007 mede onder invloed van de gebroeders Ibelings: ze wordt 'ruiger', minder melodieus.Vanaf 2012 wordt er ook af en toe opgetreden in een andere samenstelling bestaande uit Frank Kraaijeveld, Dagomar Jansen, een oudgediende op drums zoals Aad Hooft of Burt van der Meij aangevuld met gitarist Marco Nicola van de Trembling Highburies, dit onder de naam Bintangs Oertrax en later Bintangs Bluestrax; deze samenstelling richt zich op het oudere en melodieuzere werk. De 'ruige' basissamenstelling doet voornamelijk festivals. Het bestaan van deze "project samenstellingen" stopt per 11 juni 2017 als bekend wordt gemaakt dat Bintangs terugkeren naar hun oorsprong; Een mix van rock, blues, ballads en rhythm & blues. Na wederom een stabiele periode van 13 jaar wijzigt hierdoor de basis-samenstelling; de broers Maarten- en Gerben Ibelings nemen afscheid en gaan terug naar 'Bad to the bone'. De Bintangs' karavaan trekt verder met: Frank Kraaijeveld, Dagomar Jansen, Burt van der Meij en Marco Nicola.  
Op 6 oktober 2019 worden de Bintangs opgenomen in de Dutch Blues Hall of Fame.
In 2021 wordt na de coronastilte het zestigjarig bestaan gevierd met twee jubileumconcerten in Beverwijk en een nieuw album: These Hands dat volgens velen een ouderwets vertrouwde Bintangsklank heeft en mooie recensies ontvangt. Het album is mede geproduceerd door oud-Bintang Albert Schierbeek. Frank Kraaijeveld maakt ook een boek vol verhalen en foto's over 60 jaar Bintangs genaamd "Be Frank" dat wordt uitgegeven door het Historisch Genootchap Zuid Kennemerland.

## Discografie

### Albums
| Album met eventuele hitnotering(en) in de Nederlandse Album Top 100 | Datum van verschijnen | Datum van binnenkomst | Hoogste positie | Aantal weken | Opmerkingen   |
| ------------------------------------------------------------------- | --------------------- | --------------------- | --------------- | ------------ | ------------- |
| Blues on the ceiling                                                | 1969                  | -                     |                 |              |               |
| Travelling in the U.S.A.                                            | 1970                  | -                     |                 |              |               |
| Ridin' with The Bintangs                                            | 1972                  | -                     |                 |              |               |
| Genuine bull                                                        | 1975                  | 10-05-1975            | 26              | 5            |               |
| Bintangs                                                            | 1979                  | -                     |                 |              |               |
| Night-fighter                                                       | 1979                  | -                     |                 |              |               |
| Mickey Finn                                                         | 1980                  | -                     |                 |              |               |
| Still going strong                                                  | 1981                  | -                     |                 |              |               |
| Rockfield beauties                                                  | 1982                  | -                     |                 |              |               |
| Livetime                                                            | 1983                  | -                     |                 |              |               |
| Bye bye - Live in Paradiso                                          | 1985                  | -                     |                 |              | Livealbum     |
| Original tapes - Travellin' in the USA + Ridin' with The Bintangs   | 1988                  | -                     |                 |              |               |
| Live-file                                                           | 1988                  | -                     |                 |              |               |
| Alright alright                                                     | 1991                  | -                     |                 |              |               |
| Ruby red hot                                                        | 1994                  | -                     |                 |              |               |
| Dynamite night                                                      | 1996                  | -                     |                 |              |               |
| The Bintangs                                                        | 1999                  | -                     |                 |              |               |
| Genuine bull                                                        | 1999                  | -                     |                 |              |               |
| La femme sans tête                                                  | 2002                  | -                     |                 |              |               |
| The complete collection - The early years '63-'73                   | 2003                  | -                     |                 |              | Verzamelalbum |
| Doc                                                                 | 2006                  | -                     |                 |              |               |
| Fire and iron                                                       | 2009                  | -                     |                 |              |               |
| Night-fighter + Mickey Finn                                         | 2010                  | -                     |                 |              |               |
| Fifty/fifty (50 years of Dutch rockhistory)                         | 2011                  | -                     |                 |              |               |
| It's a nightmare                                                    | 2018                  | -                     |                 |              |               |
| These Hands                                                         | 2021                  | -                     |                 |              |               |

|align="left"|Heroes, Beggars and Kings||2024||-||||||
|}

### Singles
| Single met eventuele hitnotering(en) in de Nederlandse Top 40 | Datum van verschijnen | Datum van binnenkomst | Hoogste positie | Aantal weken | Opmerkingen                 |
| ------------------------------------------------------------- | --------------------- | --------------------- | --------------- | ------------ | --------------------------- |
| You can't judge a book by looking at the cover                | 1965                  | -                     |                 |              |                             |
| Walking the boogie                                            | 1966                  | -                     |                 |              |                             |
| Splendid sight                                                | 1966                  | -                     |                 |              |                             |
| Pileworks                                                     | 1967                  | -                     |                 |              |                             |
| Please do listen                                              | 1967                  | -                     |                 |              |                             |
| Smokestack lightning                                          | 1969                  | -                     |                 |              |                             |
| Ridin' on the L & N                                           | 1969                  | 08-11-1969            | 12              | 9            | Nr. 11 in de Single Top 100 |
| Travelling in the U.S.A.                                      | 1970                  | 31-01-1970            | 9               | 9            | Nr. 10 in de Single Top 100 |
| He didn't wanna go home                                       | 1970                  | 27-06-1970            | 35              | 2            | Nr. 29 in de Single Top 100 |
| Liontamer                                                     | 1970                  | 19-09-1970            | tip10           | -            |                             |
| I'm on my own again                                           | 1971                  | 15-05-1971            | 32              | 4            |                             |
| The bride                                                     | 1971                  | 11-12-1971            | tip16           | -            |                             |
| You got love                                                  | 1972                  | -                     |                 |              |                             |
| We're gonna make it                                           | 1972                  | -                     |                 |              |                             |
| Hey dupes                                                     | 1973                  | -                     |                 |              |                             |
| Wait                                                          | 1974                  | -                     |                 |              |                             |
| Open and busted                                               | 1975                  | -                     |                 |              |                             |
| Big black tank                                                | 1978                  | -                     |                 |              |                             |
| Snake in the grass                                            | 1979                  | 09-06-1979            | tip14           | -            |                             |
| Let me pass                                                   | 1979                  | -                     |                 |              |                             |
| Rock the socks out of your shoes                              | 1980                  | -                     |                 |              |                             |
| Air travel                                                    | 1981                  | -                     |                 |              |                             |
| Rosemary Nymphet                                              | 1982                  | -                     |                 |              |                             |
| It's all in my room                                           | 1982                  | -                     |                 |              |                             |
| Bayou woman                                                   | 1982                  | -                     |                 |              |                             |
| I wanna be your cigarette                                     | 1983                  | -                     |                 |              |                             |
| Rhythm & blues: Everything (is gonna be everything)           | 1987                  | -                     |                 |              |                             |
| Alright alright                                               | 1991                  | -                     |                 |              |                             |
| Put it in a dark place                                        | 1991                  | -                     |                 |              |                             |
| I wish it would rain                                          | 1994                  | -                     |                 |              |                             |
| Rhythm of your heartbeat                                      | 1995                  | -                     |                 |              |                             |

### NPO Radio 2 Top 2000
| Nummer met noteringen in de NPO Radio 2 Top 2000 | '06  | '07  | '08  | '09  | '10  |
| ------------------------------------------------ | ---- | ---- | ---- | ---- | ---- |
| Travelling in the U.S.A.                         | 1659 | 1183 | 1929 | 1977 | 1857 |

1. ↑  Een vetgedrukt getal geeft de hoogste notering aan.
2. ↑  2006 was het eerste jaar met een notering voor dit nummer.
3. ↑  Deze tabel is bijgewerkt tot en met de laatste editie (2024).